# Экономическая сила
Экономическая сила (англ. economic power) — способность влиять на субъект власти экономическими методами, то есть привлекать возможностью получить экономическую прибыль, принуждать возможностью потерять экономическую прибыль, капитал, рынки сбыта и так далее.
К экономической силе относятся также следующие термины:
- Покупательная способность — способность покупки товаров и услуг на определенную сумму денег.
- Монопольная сила — способность компаний устанавливать цену на свою продукцию.
- Переговорная сила (англ. bargaining power) — способность одной стороны переговоров (игроков) оказывать давление на другую сторону и/или идти на компромисс (договариваться) для достижения положительного результата.
- Менеджерская способность — способность менеджеров оказывать давление на своих подчиненных угрозой увольнения или возможностью карьерного повышения, премиями или лишением премий или другими способами с целью строгого исполнения указаний.
- Классовая сила (марксизм) — способность капиталистов (меньшинства), владеющих средствами производства в частной собственности, эксплуатировать рабочий класс (большинство). Другими словами, классовая сила означает абсолютную переговорную силу топ-менеджеров и акционеров компаний в переговорах с профсоюзами.

В целом, сторона с большей экономической силой и властью имеет больше свободы и может эксплуатировать других в различных случаях рыночного провала.
Стоит отметить, что информация также является формой власти, когда две стороны вступают в переговоры и заключают контракт. Если одна сторона осведомлена, что заключаемая сделка окажется для неё существенно более выгодной по сравнению с выигрышем другой стороны, тогда говорят, что она использует информационную экономическую силу или асимметрию информации.